# Koncertna dvorana Vatroslava Lisinskog
Koncertna dvorana Vatroslava Lisinskog, neslužbeno samo Lisinski, koncertna je dvorana u Trnju, u Zagrebu, nazvana po hrvatskome skladatelju Vatroslavu Lisinskom. Smještena je južno od Glavnoga kolodvora uz Ulicu grada Vukovara, nasuprot Palači pravde. Zaštićeno je kulturno dobro.

## Prostor
U zgradi se nalaze:
- velika dvorana s 2360 m², 1847 sjedišta, i velikim orguljama;
- mala dvorana s 360 m² i 304 sjedišta;
- četiri salona za sastanke, predvorje i tri zalogajnice.

## Povijest
Odluka o gradnji dvorane donesena je 1957. godine. Projekt je izradio arhitekt Marijan Haberle, a gradnja je počela 1961. i s prekidima trajala do 1973. Svečano je otvorena 29. prosinca 1973.
U njoj je održana Pjesma Eurovizije 1990.

## Galerija
- Unutrašnjost dvorane Vatroslava Lisinskog, 2008.
- Zastave s ilustrativnim portretom Vatroslava Lisinskog pred dvoranom, 2025.

## Vanjske poveznice

### Sestrinski projekti
|  | Zajednički poslužitelj ima još gradiva o temi Koncertna dvorana Vatroslava Lisinskog |

### Mrežna sjedišta
- Službene stranice Koncertne dvorane Vatroslava Lisinskog (hrv.) (engl.)